# تاکومی واتانابه
تاکومی واتانابه (انگلیسی: Takumi Watanabe؛ زادهٔ ۱۵ مارس ۱۹۸۲) بازیکن فوتبال اهل ژاپن است.
از باشگاه‌هایی که در آن بازی کرده‌است می‌توان به باشگاه فوتبال کاوازاکی فرونتال و باشگاه فوتبال ماتسوموتو یاماگا اشاره کرد.